# Grand Comics Database
The Grand Comics Database (GCD) — американський Інтернет-проєкт, база даних коміксів, де інформація доповнюється користувачами. Проєкт каталогізує інформацію про авторів, випуски, серії, збірники, обкладинки, видавництва та інше, пов'язане з коміксами. GCD є некомерційною організацією 501(c)(3), зареєстрованою в Арканзасі, США. Проєкт був заснований Бобом Кляйном і Тімом Струпом в 1994 році.

## Історія
У 1978 році кількома шанувальниками, які були зацікавлені в обміні інформацією про комікси в індексній формі, був створений безпосередній попередник GCD, APA-I (Amateur Press Alliance for Indexing). Наприкінці 1993 і на початку 1994 року троє членів APA-I, які цікавилися коміксами, розпочали листування електронною поштою. Тім Струп, Боб Кляйн і Джонатан Інґерсолл незабаром почали обмінюватися інформацією про індексацію в загальному форматі, використовуючи електронні носії для зберігання та розповсюдження. У березні 1994 року вони сформували нову групу для створення електронної версії APA-I, пов’язаної з коміксами, давши їй назву Grand Comic-Book Database і поставивши за мету «збереження інформації про кожен коли-небудь опублікований комікс».
Щойно створений GCD зростав повільно, використовуючи новий засіб електронної пошти для пошуку друзів і знайомих з APA-I, а також інших контактів у фандомі коміксів. Попередня робота полягала в індексації інформації, встановлення цілей та визначення структури файлів. Інформація розповсюджувалася на дискетах та поштою. Використання електронної пошти для зв’язування групи за допомогою постійного спілкування виявилося важливим до цього дня. Раніше було кілька спроб створити подібні групи, які не мали такої переваги. Початкова структура файлів змінилася, і методи розповсюдження та збору даних тепер майже виключно через Інтернет. Це одна з кількох онлайн-баз даних коміксів.

## Організація
The Grand Comics Database — це волонтерська організація любителів. Це не комерційне підприємство, і в статуті зазначено, що ним не стане. На цю мить база даних каталогізує більше типів інформації, ніж передбачалося спочатку, а також змінилися формати представлення та збору даних. Усі дані доступні для дослідження та використання громадськістю безкоштовно.